# كيم سو-هي
كيم سو-هي هي مغنية كورية جنوبية ولدت في 31 ديسمبر 1999.بدأت مشوارها الغنائي الرسمي في 21 مايو 2017.